# ويستون دنيس
ويستون دنيس (بالإنجليزية: Weston Dennis)‏ هو لاعب رياضة إلكترونية ‏ أمريكي، ولد في 8 ديسمبر 1991.